# العلاقات الهندية الإيطالية
العلاقات الهندية الإيطالية هي العلاقات الثنائية التي تجمع بين الهند وإيطاليا.

## مقارنة بين البلدين
هذه مقارنة عامة ومرجعية للدولتين:
| وجه المقارنة                                              | الهند                       | إيطاليا                                                  |
| --------------------------------------------------------- | --------------------------- | -------------------------------------------------------- |
| المساحة (كم2)                                             | 3.29 مليون                  | 301.34 ألف                                               |
| عدد السكان (نسمة)                                         | 1.35 مليار                  | 60.60 مليون                                              |
| الكثافة السكانية (ن./كم²)                                 | 410.33                      | 201.1                                                    |
| العاصمة                                                   | نيودلهي                     | روما، فلورنسا، تورينو                                    |
| اللغة الرسمية                                             | اللغة الهندية، لغة إنجليزية | اللغة الإيطالية                                          |
| العملة                                                    | روبية هندية                 | يورو، ليرة إيطالية                                       |
| الناتج المحلي الإجمالي (بليون دولار)                      | 2.60 تريليون                | 1.93 تريليون                                             |
| الناتج المحلي الإجمالي (تعادل القوة الشرائية) بليون دولار | 8.00 تريليون                | 2.26 تريليون                                             |
| الناتج المحلي الإجمالي الاسمي للفرد دولار أمريكي          | 1.60 ألف                    | 29.96 ألف                                                |
| الناتج المحلي الإجمالي للفرد دولار أمريكي                 | 5.70 ألف                    | 35.46 ألف                                                |
| مؤشر التنمية البشرية                                      | 0.609                       | 0.873                                                    |
| رمز المكالمات الدولي                                      | +91                         | +39                                                      |
| رمز الإنترنت                                              | .in، .भारत ‏، .بھارت ‏،        | .it                                                      |
| المنطقة الزمنية                                           | ت ع م+05:30، توقيت الهند    | توقيت وسط أوروبا، ت ع م+01:00، ت ع م+02:00، أوروبا/روما ‏ |

## مدن متوأمة
في ما يلي قائمة باتفاقيات التوأمة بين مدن هندية وإيطالية:
- ترتبط كلكتا مع نابولي باتفاقية توأمة.
- ترتبط حيدر آباد مع مانتوفا باتفاقية توأمة منذ 2000.
- ترتبط بيكانر مع أوديني باتفاقية توأمة.

## منظمات دولية مشتركة
يشترك البلدان في عضوية مجموعة من المنظمات الدولية، منها:
| علم المنظمة | اسم المنظمة                        | تاريخ انضمام الهند | تاريخ انضمام إيطاليا |
| ----------- | ---------------------------------- | ------------------ | -------------------- |
|             | مجموعة العشرين                     | ?                  | ?                    |
|             | منظمة التجارة العالمية             | 1995               | 1995                 |
|             | الاتحاد البريدي العالمي            | ?                  | ?                    |
|             | يونسكو                             | 4 نوفمبر 1946      | ?                    |
|             | الفريق المعني برصد الأرض           | ?                  | ?                    |
|             | مؤسسة التمويل الدولية              | 20 يوليو 1956      | 27 ديسمبر 1956       |
|             | بنك التنمية الآسيوي                | 1966               | 1966                 |
|             | منظمة حظر الأسلحة الكيميائية       | ?                  | ?                    |
|             | مؤسسة التنمية الدولية              | 24 سبتمبر 1960     | 24 سبتمبر 1960       |
|             | نظام تحكم تكنولوجيا القذائف        | 2016               | 1987                 |
|             | وكالة ضمان الاستثمار متعدد الأطراف | 6 يناير 1994       | 29 أبريل 1988        |
|             | الاتحاد الدولي للاتصالات           | 1869               | 1866                 |
|             | منظمة الشرطة الجنائية الدولية      | ?                  | ?                    |
|             | الأمم المتحدة                      | 30 أكتوبر 1945     | 14 ديسمبر 1955       |
|             | البنك الدولي للإنشاء والتعمير      | 27 ديسمبر 1945     | 27 مارس 1947         |
|             | المنظمة الهيدروغرافية الدولية      | ?                  | ?                    |
|             | البنك الإفريقي للتنمية             | ?                  | ?                    |

## أعلام
هذه قائمة لبعض الشخصيات التي تربطها علاقات بالبلدين:
- بريانكا غاندي (سياسية هندية، 12 يناير 1972 – )
- دينو موريا (ممثل هندي، 9 ديسمبر 1975[22] – )
- راهول غاندي (سياسي هندي، 19 يونيو 1970 – )

## وصلات خارجية
- موقع وزارة الخارجية الهندية
- موقع وزارة الخارجية الإيطالية